# Stadhuis van Delft
Het stadhuis van Delft, in de Nederlandse provincie Zuid-Holland, staat aan de Markt tegenover de Nieuwe Kerk.
De eerste bouw van het stadhuis dateert van 1200. In 1400 werd het her- of verbouwd. Het gebouw overleefde de grote stadsbrand van 1536, maar op 4 maart 1618 brandde het stadhuis af. Daarna werd het naar een ontwerp van Hendrick de Keyser in 1618-1620 herbouwd rondom het oudste gebouw dat Delft tegenwoordig nog heeft: een belfort genaamd het Oude Steen. In de loop der tijd werd het stadhuis aangepast. Daarbij moest de dubbele trap naar de hoofdingang wijken, werd de hoofdingang ten koste van twee vensters verbreed, en verdwenen de luiken en de glas-in-loodramen. In de twintigste eeuw werd het stadhuis gerestaureerd onder leiding van architect Jo Kruger, en is nu weer in de staat van het ontwerp van Hendrick de Keyser. Het stadhuis is een voorbeeld van de Hollandse renaissancestijl.

## Het Steen
In het stadhuis (in het gedeelte van Het Steen) bevindt zich de oude martelkamer en gevangenis van Delft. Deze is onder begeleiding van een gids en/of op Open  monumentendag te bezichtigen.
Soms worden in  de schoolvakanties rondleidingen gegeven.

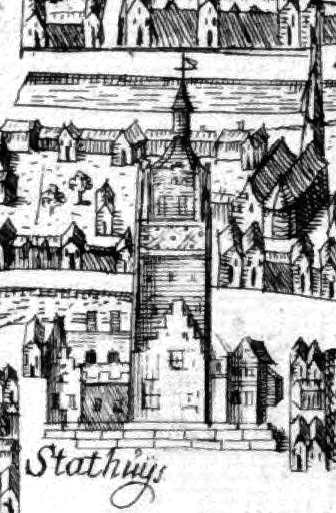
Het stadhuis ca. 1560 (Fragment van een kaart van Reinier Boitet)
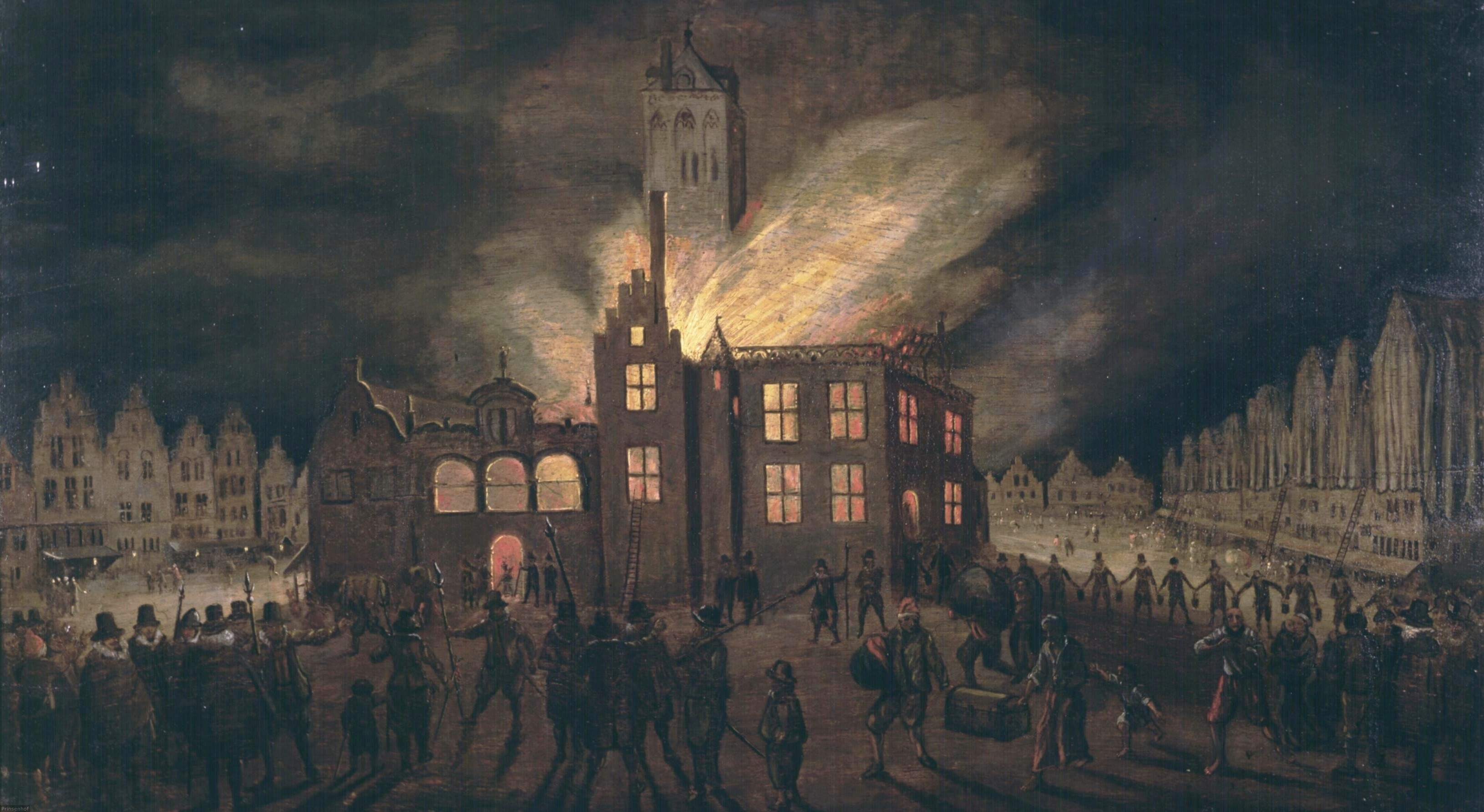
De brand op 4 maart 1618
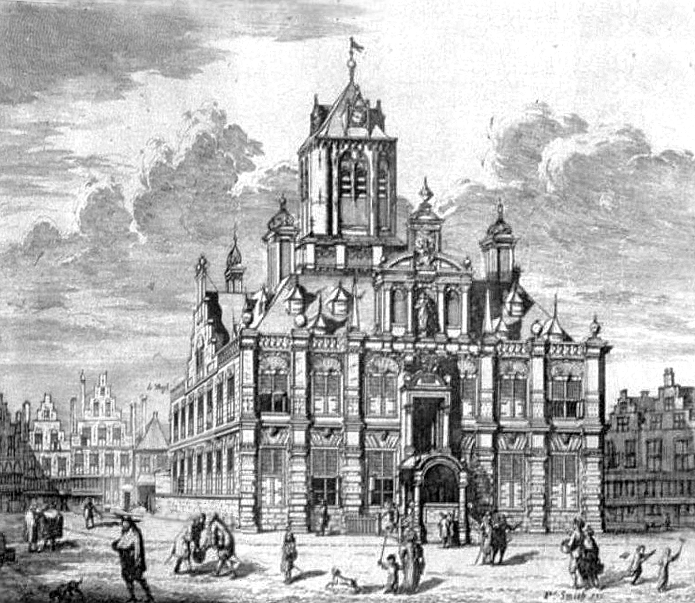
Ontwerp van Hendrick de Keyser (1618-'20)
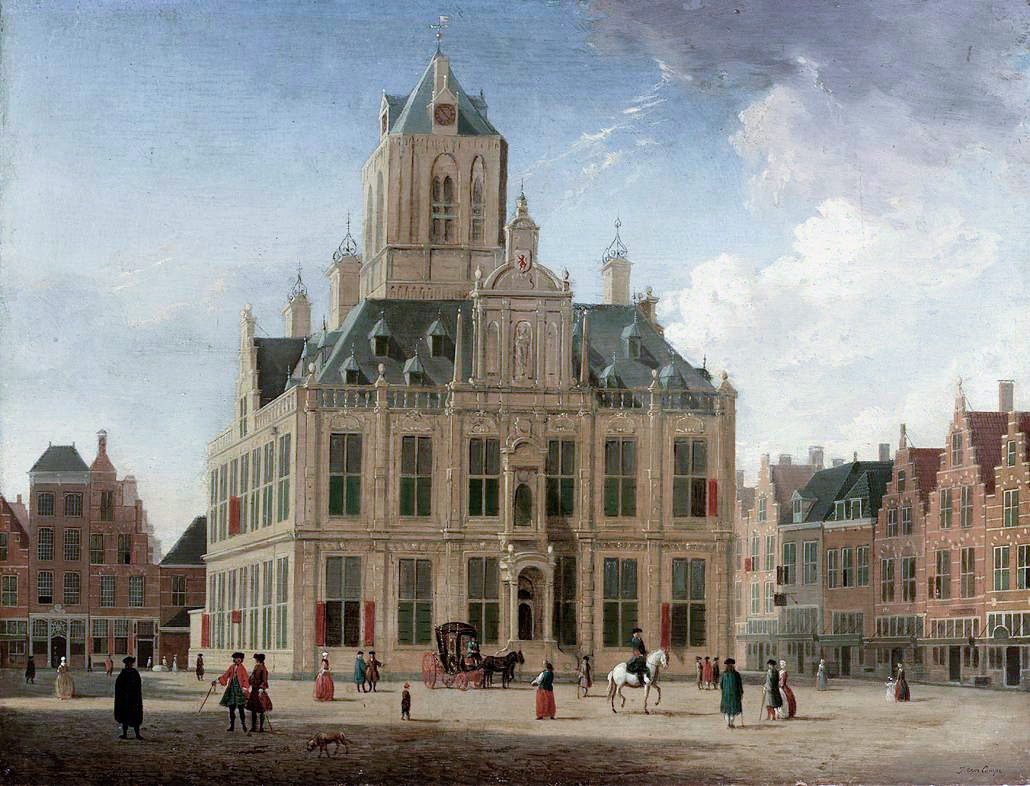
Geschilderd door Jan ten Compe, ca. 1750
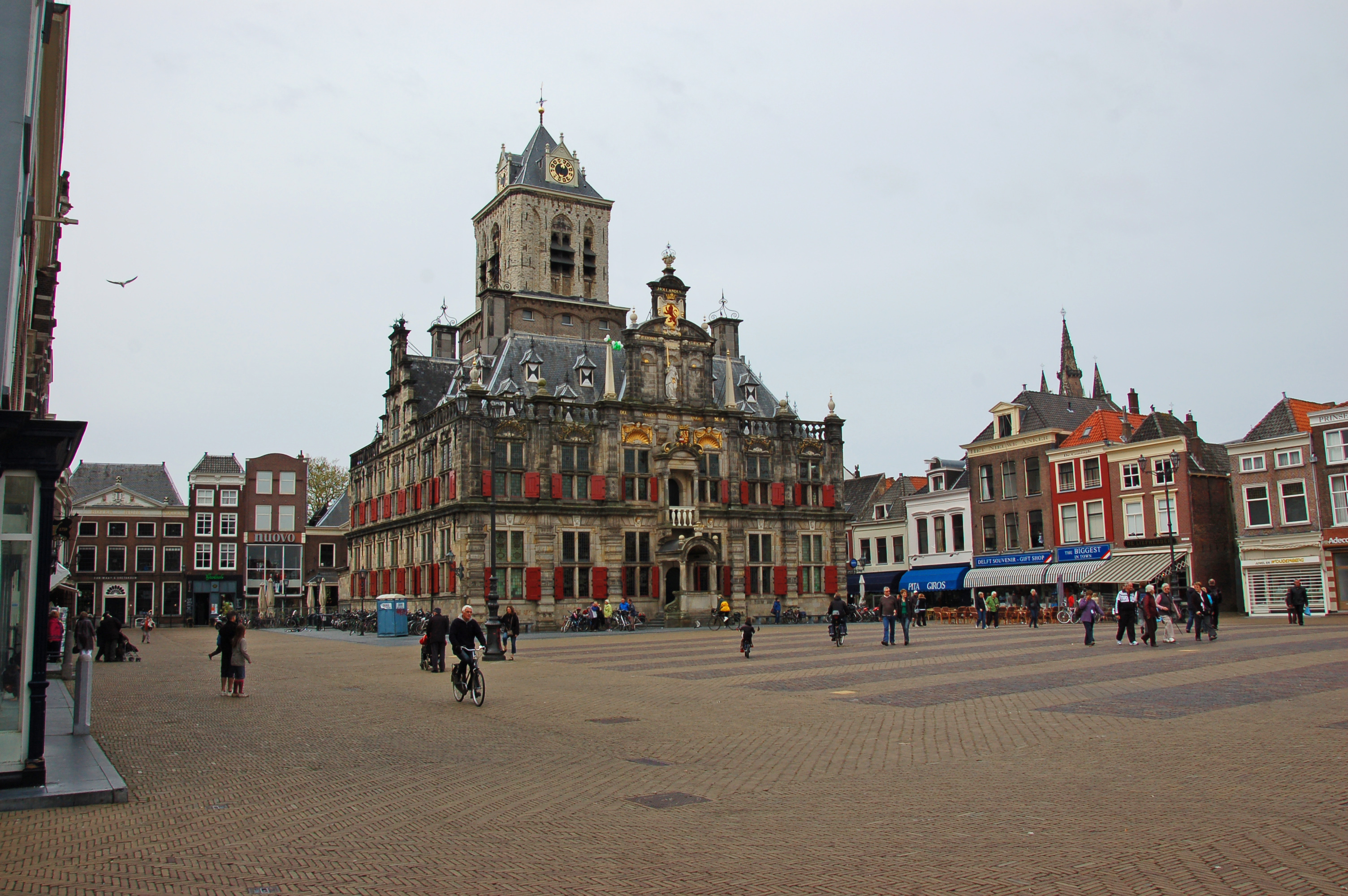
Heden